# Oren Lavie
Pour les articles homonymes, voir Lavie.
Oren Lavie, né le 13 juin 1976 à Tel Aviv, est un chanteur, compositeur, dramaturge et metteur en scène israélien. Il acquit une grande popularité sur Internet en 2009 avec le clip de sa chanson Her Morning Elegance. Il revient sur le devant de la scène au printemps 2017 avec un nouvel album.

## Biographie
Oren Lavie est né à Tel Aviv et passe sa jeunesse en Israël. En 1997, sa pièce Sticks and Wheels ainsi que sa propre mise en production sont récompensés par les principaux prix du Festival of Alternative Israeli Theatre d'Acco. La pièce se joue à Tel Aviv pendant l'année 1998. Cette année-là, il se rend à Londres pour y étudier la direction théâtrale à la London Academy of Music and Dramatic Art (LAMDA). Après son diplôme, plusieurs théâtres londoniens produisent deux de ses pièces, dans lesquelles sont jouées des chansons de sa composition.
En 2001 il part pour New York ; des emplois secondaires lui assurent sa subsistance, lui permettant de se focaliser sur l'écriture de chansons. Quand elles sont prêtes en 2003, il se rend à Berlin pour les enregistrer en tant qu'autoproducteur. The Opposite Side of the Sea, son premier album, est achevé en 2006 ; il est publié en Europe en janvier et février 2007. En 2009, il produit la vidéo musicale en stop motion Her Morning Elegance, qui lui permet d'acquérir une grande popularité sur YouTube, avec plus de 35 millions de visites. Ce clip est récompensé par une nomination au Grammy Awards.
Parmi les influences musicales d'Oren Lavie, on reconnait celles de Tom Waits, Jacques Brel, et Leonard Cohen. Ses compositions, orientées sur la mélodie, sont toujours basées sur un accompagnement du chant par le piano ou la guitare, enrichies par des arrangements de cordes (solo de violoncelle, quatuor, orchestre de chambre) et à l'occasion d'instruments variés — la plupart du temps non électroniques —, donnant à ses chansons un style et une couleur unique.

## Discographie
- 2008 : A Dance ‘Round the Memory Tree sur la bande originale du Le Monde de Narnia : Le Prince Caspian

## Théâtre
- 1997 : Sticks and Wheels (première: Acco Festival, Israël)
- 1999 : Lighting the Day (première: Bridewell Theatre, London Stage Company)
- 2000 : Bridges and Harmonies (première: Bridewell Theatre, London Stage Company)
- 2006 : The Empty Princess, en allemand : Die Prinzessin mit dem Loch im Bauch (première: 25/05/2007 au Staatstheater Oldenburg)